# Cuiugiuc
Cuiugiuc (tur. Kuyucuk) – wieś w Rumunii, w okręgu Konstanca, w gminie Lipnița. W 2011 roku liczyła 209 mieszkańców.